# Vidoe Podgorec
Vidoe Podgorec (n. 8 iunie, 1934 - d. 1997) a fost un scriitor macedonean.